# Laserharp

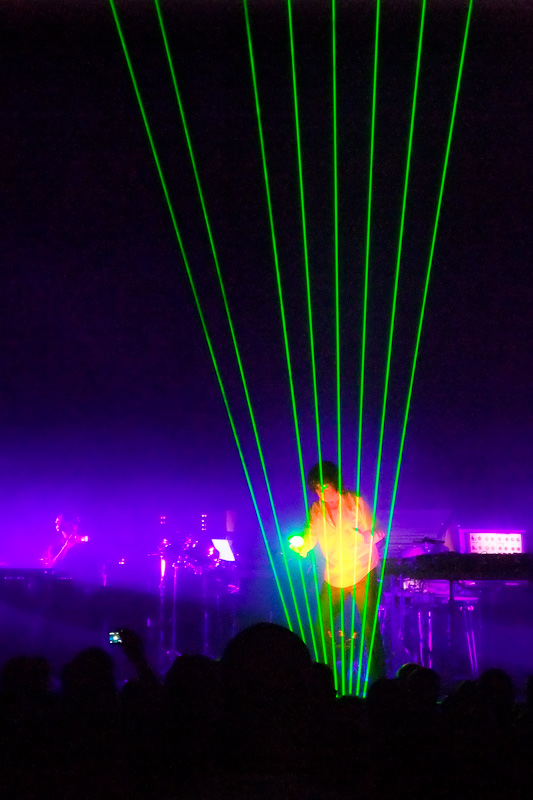
Jean-Michel Jarre bespeelt een laserharp.

Een laserharp is een elektronische interface en lasergestuurde lichtshow. Het projecteert een aantal laserstralen die worden bespeeld door een muzikant. Het onderbreken van de stralen met de handen doet hierbij denken aan het bespelen van een harp, en activeert een signaal voor het genereren van geluiden. De eerste functionele laserharp zou in 1980 zijn vervaardigd door Bernard Szajner.

## Bekende artiesten
De laserharp werd vooral bekend tijdens de concerten van Jean-Michel Jarre, die het apparaat gebruikte in vrijwel alle liveshows sinds 1981. Ook de Britse muzikante Little Boots gebruikte een vergelijkbaar instrument in haar shows. De electrojazzband 1201-Alarm gebruikte een laserharp als hoofdact in hun liveconcerten. Ook de Japanse electropopartiest Susumu Hirasawa gebruikt een laserharp in zijn concerten.

## Techniek
Een laserharp heeft over het algemeen een enkele laser waarvan de bundel is gesplitst in een parallelle of waaiervormige reeks bundels. Wanneer een straal wordt onderbroken, wordt deze geregistreerd door fotoresistors of fotodiodes die zijn aangesloten op een elektronisch circuit dat een MIDI-gebeurtenis activeert. Het daadwerkelijke geluid wordt meestal gegenereerd met een synthesizer, sampler of computer.

## Ontwerpen
Er zijn verschillende ontwerpen, zoals de randloze, tweekleurige en ingelijste laserharp. De onderlinge verschillen zitten hierbij vooral in de herkenning van de onderbreking van een straal, die door fotodiodes of een snelle camera wordt gedetecteerd.